# Rudolf Dührkoop
Rudolf Dührkoop, né le 1er août 1848 à Hambourg et mort le 3 avril 1918, est un portraitiste-photographe allemand. 
D'abord autodidacte, il s'est établi en 1883 en tant que professionnel et a photographié de nombreuses personnalités. Dührkoop est l'un des principaux représentants du pictorialisme. 

## Bibliographie

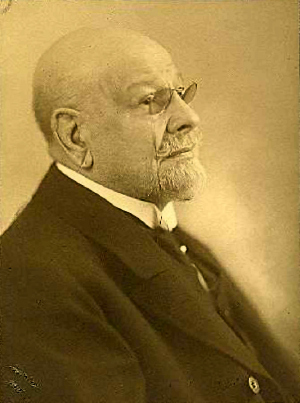
Photographie d'Emil Rathenau, vers 1915.